# Галант, Илья Владимирович
Илья Владимирович Галант (25 февраля 1867, Нежин — 29 или 30 сентября 1941, Киев) — историк, археограф, педагог и писатель.

## Биография
Родился в еврейской семье. Брат, Гирша Вульфович Галант, был аптекарем в Вязниках Владимирской губернии. Получил традиционное еврейское религиозное образование. При содействии профессоров Нежинского историко-филологического института взялся за самообразование, расширил свои познания, занимаясь в течение нескольких лет в библиотеке института. Был принят в число членов нежинского Историко-филологического общества.
В начале 1890-х годов И. В. Галант поселился в Киеве. С 1910 преподавал еврейскую историю и иудаизм в средних учебных заведениях. Стал членом киевского общества раввинов.
Работал над описанием материалов по еврейской истории, находившихся в центральном архиве при киевском университете св. Владимира. Помещал статьи в журналах «Киевская старина», «Восход» и «Будущность». Напечатал несколько исследований по истории евреев.
В 1919 И. В. Галант был инициатором создания, а с 1924 до 1929 возглавлял еврейскую историко-археографическую комиссию при Всеукраинской академии наук (ВУАН) (известную как «комиссия Галанта»). Подготовил и издал два выпуска «Сборников трудов» комиссии (1928—1929, на украинском языке). В конце 1920-х годов И. В. Галант и деятельность его комиссии подвергалась критике со стороны еврейской секции ВКП(б) и кафедры еврейской культуры ВУАН. В 1929, в связи с ликвидацией комиссии, был уволен из академии.
Расстрелян 29 или 30 сентября 1941 г. в Бабьем Яру в Киеве.

## Труды
Автор ряда работ по истории евреев России и Украины.
- «К истории Уманьской резни» 1895 (2-е изд. 1908);
- «Молитва в память Уманской резни и письмо, касающееся того же события». К., 1895;
- «К истории поселения евреев в Польше и Руси вообще и в Подолии в частности». СПб., 1897;
- «К истории благотворительных еврейских учреждений на юге России». СПб., 1903;
- «Ритуальный процесс в Дунайгороде в 1748 г.» К., 1904 (2-е изд. 1911);
- «Киевский митрополит Петр Могила и его отношение к евреям». К., 1905;
- «К истории Уманской резни 1768». К.-Од., 1908;
- «Арендовали ли евреи церкви на Украйне» К., 1909 (2-е изд. 1914);
- «Жертвы ритуального обвинения в Заславе в 1743 г.» (по актам Киевского центрального архива). К., 1909 (2-е изд. 1912);
- «Черты еврейской оседлости». К., 1910 (2-е изд. М., 1915);
- «К истории Киевского гетто и цензуры еврейских книг (1854—1855)». — «Еврейская старина», 1913, № 6;
- «Изгнание евреев из Киева по официальной переписке (1828—1831)». — «Еврейская старина», 1914, № 7;
- «Два ритуальных процесса» (по актам Киевского центрального архива). К., 1921 (2-е изд. 1924);
- «Житомирский погром 1905 г.»
- «Україна», 1925, кн. 4. и другие.
- «Из прошлого: Дрентельн и погромы 1881. И. Б. Левинзон и евреи-земледельцы. Охранка и Шолом-Алейхем». — Еврейский вестник. Л., 1928.